# Liste des codes OACI des aéroports/B
- A
- B
- C
- D
- E
- F
- G
- H
- I
- J
- K
- L
- M
- N
- O
- P
- Q
- R
- S
- T
- U
- V
- W
- X
- Y
- Z

Format des données :
- Code OACI (code AITA) – Nom de l'aérodrome – Ville desservie (département) – Altitude aérodrome – Nombre de pistes (remarques)

## BG
Groenland :
- BGAA : Aéroport d'Aasiaat
- BGAG : Héliport d'Aappilattoq
- BGAK : Héliport d'Akunaq
- BGAM : Héliport d'Angmagssalik
- BGAP : Héliport d'Alluitsup Paa
- BGAQ : Héliport d'Aappilattoq (Nanortalik)
- BGAR : Héliport d'Arsuk
- BGAS : Héliport d'Ammassivik
- BGAT : Héliport d'Attu
- BGBW : Aéroport de Narsarsuaq
- BGCH : Héliport de Qasigiannguit
- BGCO : Aéroport de Nerlerit Inaat
- BGEM Voir BGAA
- BGET : Héliport d'Eqalugaarsuit
- BGFD : Héliport de Narsaq Kujalleq
- BGFH : Héliport de Paamiut
- BGGD : Héliport de Kangilinnguit
- BGGH : Aéroport de Nuuk
- BGGN : Héliport de Qeqertarsuaq
- BGHB Voir BGSS
- BGIA : Héliport d'Ikerasak
- BGIG : Héliport d'Iginniarfik
- BGIK : Héliport d'Ikerasaarsuk
- BGIL : Héliport d'Ilimanaq
- BGIS : Héliport d'Isortoq
- BGIT : Héliport d'Ikamiut
- BGJH : Héliport de Qaqortoq
- BGJN : Aéroport d'Ilulissat
- BGKA Héliport de Kangaatsiaq
- BGKK : Aéroport de Kulusuk,
- BGKL Héliport d'Upernavik Kujalleq
- BGKM Héliport de Kuummiut
- BGKQ Héliport de Kullorsuaq
- BGKS Héliport de Kangersuatsiaq
- BGKT Héliport de Kitsissuarsuit
- BGLL Héliport d'Illorsuit
- BGMO Héliport de Moriussaq
- BGMQ : Aéroport de Maniitsoq
- BGNK : Héliport de Niaqornaarsuk
- BGNL : Héliport de Nalunaq
- BGNN : Héliport de Nanortalik
- BGNQ : Héliport de Nuugatsiaq
- BGNS : Héliport de Narsaq
- BGNT : Héliport de Niaqornat
- BGNU : Héliport de Nuussuaq
- BGPT : Aéroport de Paamiut
- BGQA Voir BGQQ
- BGQE : Héliport de Qeqertaq
- BGQQ : Aéroport de Qaanaaq
- BGQT : Héliport de Qassimiut
- BGSC : Héliport d'Ittoqqortoormiit
- BGSF : Aéroport de Kangerlussuaq,
- BGSG : Héliport de Sermiligaaq
- BGSI : Héliport de Siorapaluk
- BGSQ : Héliport de Saqqaq
- BGSS : Aéroport de Sisimiut
- BGST : Héliport de Saattut
- BGSV : Héliport de Savissivik
- BGTA : Héliport de Tasiusaq (Upernavik)
- BGTL : Base aérienne de Thulé
- BGTN : Héliport de Tiniteqilaaq
- BGTQ : Héliport de Tasiusaq (Nanortalik)
- BGUM : Héliport d'Uummannaq
- BGUQ : Aéroport d'Upernavik
- BGUT : Héliport d'Ukkusissat

## BI
Islande :
- BIAR : Aéroport d'Akureyri, Akureyri
- BIBA : Aéroport de Bakki, Bakki
- BIBD : Aérodrome de Bíldudalur, Bíldudalur
- BIBK : Aéroport de Bakkafjörður, Bakkafjörður
- BIBL : Aéroport de Blönduós, Blönduós
- BIDV : Aéroport de Djúpivogur, Djúpivogur
- BIEG : Aéroport d'Egilsstaðir, Egilsstaðir
- BIGJ : Aérodrome de Gjögur, Gjögur
- BIGR : Aéroport de Grímsey, Grímsey
- BIHN : Aéroport de Hornafjörður, Höfn
- BIHU : Aéroport de Húsavík, Húsavík
- BIIS : Aéroport d'Ísafjörður, Ísafjörður
- BIKF : Aéroport international de Keflavík (Flugstöð Leifs Eiríkssonar), Keflavík
- BIKP : Aéroport de Kópasker, Kópasker
- BIKR : Aérodrome de Sauðárkrókur, Sauðárkrókur
- BINF : Aéroport de Nordfjordur, Nordfjordur
- BIPA : Aéroport de Patreksfjörður, Patreksfjörður
- BIRF : Aéroport de Rif, Ólafsvík
- BIRG : Aéroport de Raufarhofn, Raufarhofn
- BIRK : Aéroport de Reykjavik, Reykjavik
- BISF : Aéroport de Selfoss, Selfoss
- BISI : Aéroport de Siglufjörður, Siglufjörður
- BIST : Aéroport de Stykkishólmur, Stykkishólmur
- BITE : Aéroport de Thingeyri, Þingeyri
- BITH : Aéroport de Thorshofn, Þórshöfn
- BITN : Aéroport de Þórshöfn, Þórshöfn
- BIVM : Aéroport de Vestmannaeyjar, Vestmannaeyjar
- BIVO : Aéroport de Vopnafjörður, Vopnafjörður

## BK
Kosovo :
- BKPR : Aéroport international de Priština